# 顯應祖師
顯應祖師（—1134年），宋朝河南僧人，俗姓黃，名惠勝，精通佛法，在福建永春、安溪兩地弘法，深得民心，圓寂後被該兩地的百姓奉祀，頗享香火。

## 简述
清乾隆時的《永春州志》記載： 顯應祖師「幼不茹葷，預知禍福」，且還能為民祈雨：「歲大旱，語人曰：吾能致雨。禱經罷，忽曰：眾可急歸。未及半途，大雨滂沱」，求雨甚驗，故人稱之為「黃水車」。
顯應祖師至福建省永春結庵，後離永春，改往安溪縣泰山（大尖山）修道。宋高宗紹興四年（1134年）在安溪湖頭建「泰山巖」，修道，直至圓寂。
《閩書》上說：昭應祖師（清水祖師）建造清水巖，白米自動出現；顯應祖師建造泰山巖，磚瓦自動出現；惠應祖師建造泰湖巖，木材自動出現。被視為三大神蹟。
顯應祖師生時即靈異，有德於民。坐化後，許多百姓紛往瞻仰，且集資增修廟宇，尊為神明。後受詔封為「顯應普濟大師」，俗稱其「顯應祖師」。亦有人稱「泰山祖師」、「泰山顯應大師」者。由於顯應祖師在永春弘法、安溪修道至仙逝，故永春、安溪人也頗為崇信祭拜。
顯應祖師在臺灣新北市泰山區有二廟，曰頂泰山巖、下泰山巖。「泰山區」之名，亦由「泰山巖」而來。 另五股區龍鳳巖，林口區頂福巖亦有名气。
顯應祖師與泉州安溪最負盛名的佛教高僧清水祖師常被誤會為同一人，但考其出身、事蹟、行誼皆不同，實為兩人，不可混淆。但亦有稱顯應祖師為清水二祖師。

## 相關廟宇

### 中國
- 福建省安溪縣湖头镇湖頭泰山巖

### 台灣
- 新北市泰山區頂泰山巖
- 新北市泰山區下泰山巖
- 新北市新店區大坪林泰山巖顯應祖師廟
- 新北市五股區龍鳳巖
- 新北市林口區頂福巖
- 桃園市龜山區顯安巖

## 參看
- 高僧信仰
- 清水祖師
- 三平祖師
- 三代祖師
- 普庵祖師
- 扣冰祖師
- 定光祖師
- 泰湖祖師
- 慚愧祖師
- 頂泰山巖
- 下泰山巖